# Mar del Plata
Mar del Plata este un oraș în Argentina, situat la sud de capitala țării, pe malul Oceanului Atlantic. Are cca 550 mii de locuitori. Este o renumită stațiune balneară. În apropiere de Mar del Plata se află vila Chapadmalal, reședința estivală a președinților Argentinei.

## Personalități născute aici
- Juan Carlos Castagnino (1908 - 1972), artist plastic;
- Guillermo Vilas (n. 1952), tenismen , campion la Australian Open și la Roland Garros.